# Nothrus maximus
Nothrus maximus är en kvalsterart som beskrevs av Trägårdh 1901. Nothrus maximus ingår i släktet Nothrus och familjen Nothridae. Inga underarter finns listade i Catalogue of Life.